# Pēteris Kalcenavs
Pēteris Kalcenavs, Peteris Kalcenaus, Peters Kalzenau, Kalcenau (ur. 7 października 1887 w Malpils, zm. 3 listopada 1967 w USA) – łotewski dyplomata i urzędnik konsularny.
Mieszkał w Jełgawie i Rydze. Ukończył Szkołę Handlową N. Mironova w Rydze (1907-1911) oraz Wydział Handlu Ryskiego Instytutu Politechnicznego (Рижский политехнический иститут) (1912-1913). Pracował w firmie AEG (Allgemeine Elektrizitius Gesellschaft) w Rydze (1911-1912), zajmował się handlem zagranicznym w Rydze (1912-1914), współkierował budową Murmańskiej Kolei Żelaznej (Мурманскaя железная дорога) w Archangielsku (1915-1917), był zatrudniony w centrali handlowej "Centrosojuz" w Moskwie (1917-1918), członek kierownictwa zarządu kolei w Rydze (1919), funkcjonariusz zarządu spraw wewnętrznych (1919), przedstawiciel Izby Handlowo-Przemysłowej w Szwecji i Norwegii (1919). W tymże roku wstąpił do łotewskiej służby zagranicznej - był urzędnikiem/sekretarzem/attaché handlowym w Sztokholmie (1919-1920), konsulem w Kopenhadze (1923), Kłajpedzie (1924), Gdańsku (1924-1931), Hamburgu (1931-1933), ponownie w Kłajpedzie (1933–1934). Następnie przebywał w Rydze, w latach 1944-1945 w charakterze uciekiniera w Dolnej Saksonii, skąd emigrował do Brazylii; zmarł w USA.